# 20460 Robwhiteley

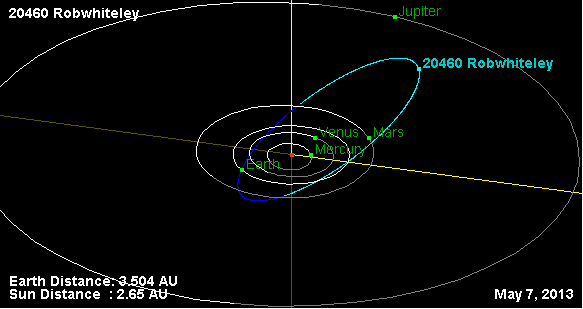

20460 Robwhiteley è un asteroide near-Earth. Scoperto nel 1999, presenta un'orbita caratterizzata da un semiasse maggiore pari a 1,8768009 UA e da un'eccentricità di 0,4121494, inclinata di 33,93999° rispetto all'eclittica.
L'asteroide è dedicato all'astronomo statunitense Robert J. Whiteley.